# Baggala

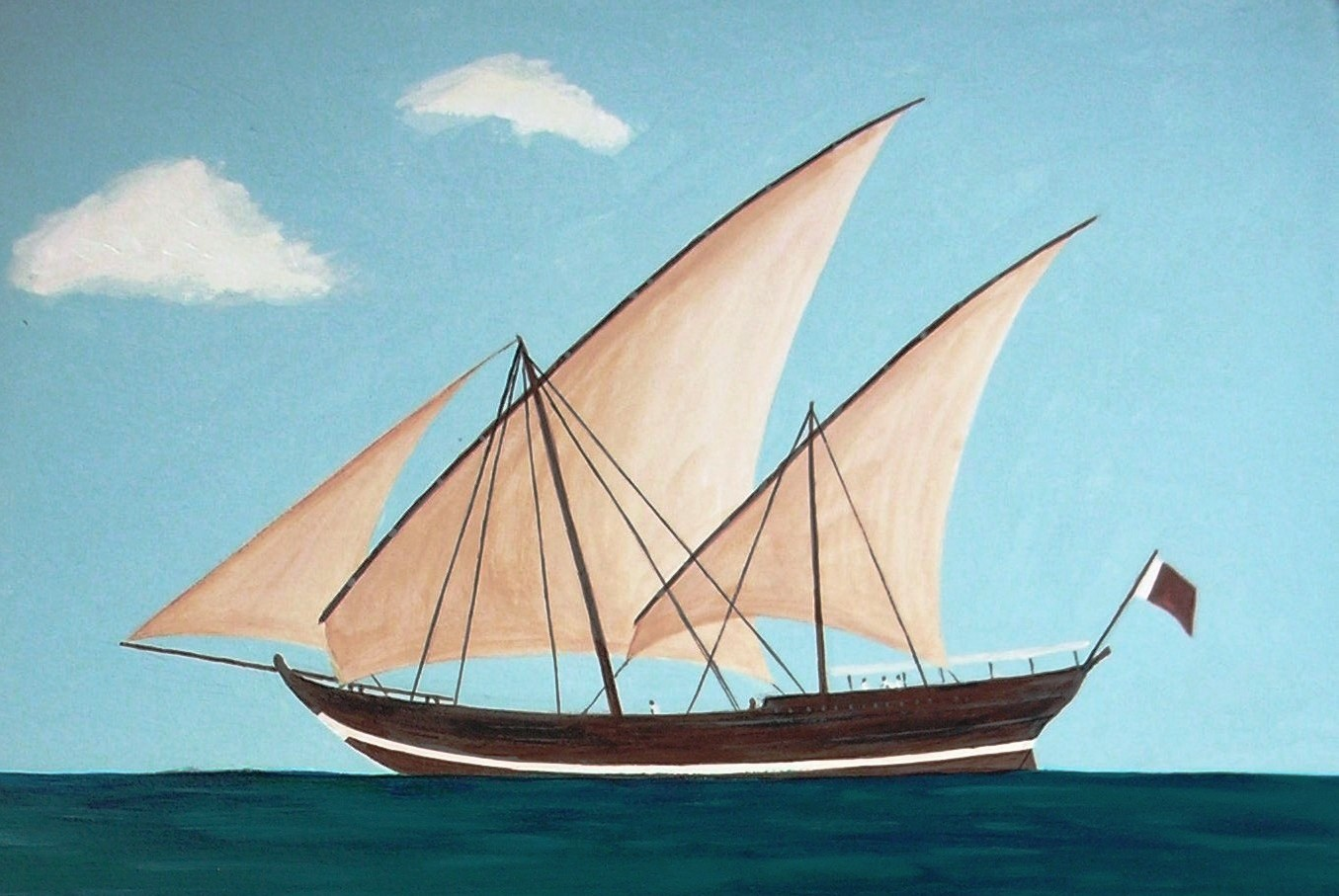
Baggala

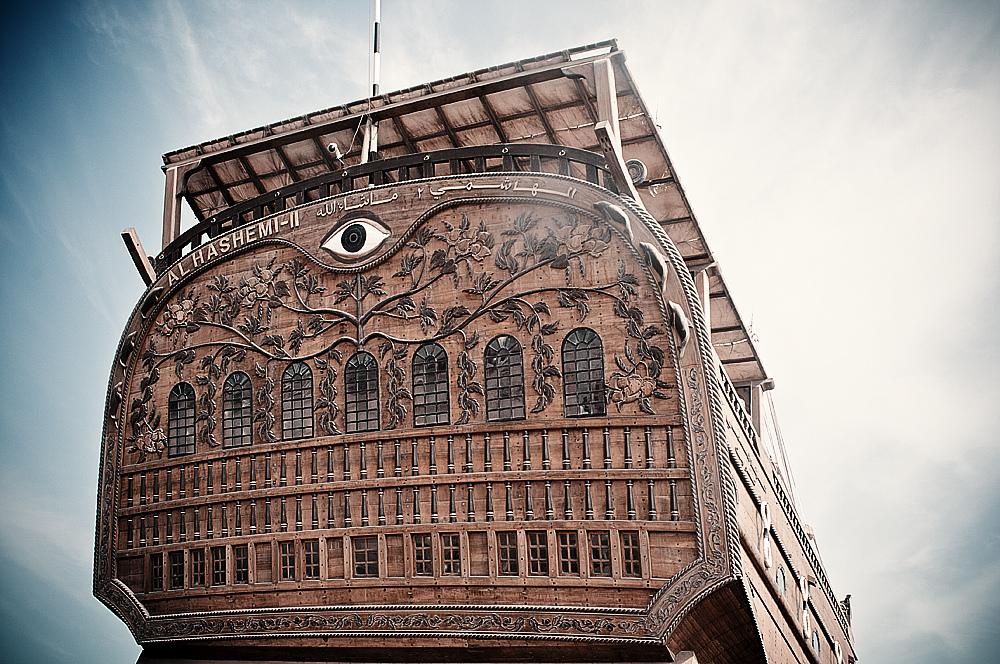
Bogato zdobiona rufa statku w Kuwejcie

Baggala (arab. bağla - muł) – tradycyjny arabski statek żaglowy.

## Konstrukcja i zastosowanie
Baggale były większe od dau i miały zwykle 2-3 maszty z ożaglowaniem łacińskim lub arabskim. Charakteryzowały się smukłym, niskim dziobem oraz wysoką nadbudówką rufową, niekiedy bogato zdobioną ornamentami w tylnej części. Długość statku wynosiła około 30 metrów, załoga liczyła 30-40 osób. Przy sprzyjających warunkach baggala osiągała prędkość do 9 węzłów, była trudna w manewrowaniu.
Te dalekosiężne statki były używane najczęściej przez kupców i piratów, pływając wzdłuż wybrzeży Indii, Persji, Półwyspu Arabskiego, wschodniej Afryki i Madagaskaru.